# Burretiodendron esquirolii
Burretiodendron esquirolii là một loài thực vật có hoa thuộc họ Tiliaceae.
Loài này có ở Trung Quốc, Myanma, và Thái Lan.
Chúng hiện đang bị đe dọa vì mất nơi sống.